# جيمس فنتون (مؤرخ)
جيمس فنتون (بالإنجليزية: James Fenton)‏ هو مؤرخ أسترالي، ولد في 1820، وتوفي في 1901.